# Paceville

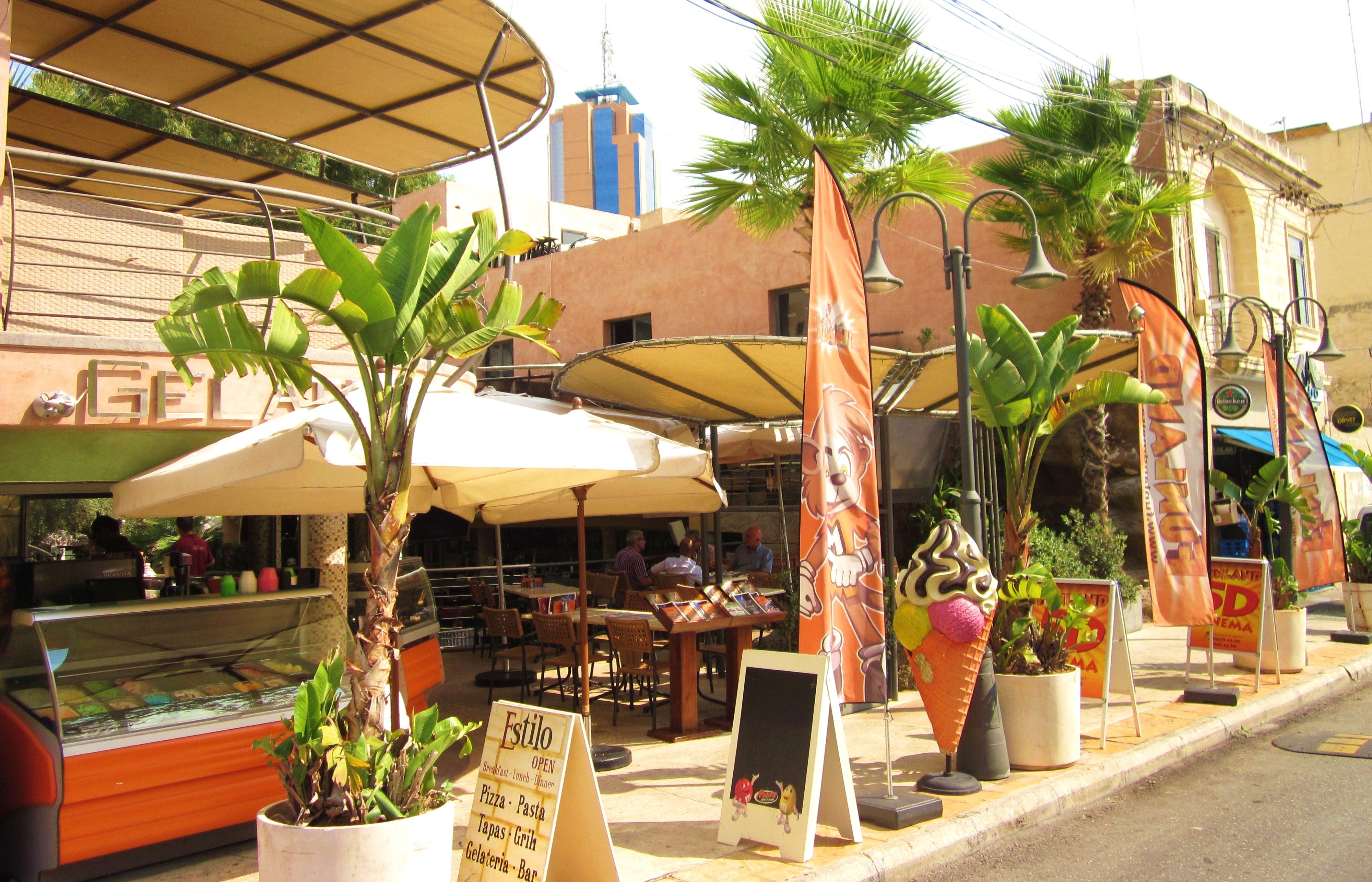
Paceville

Paċeville este o zonă a orașului St. Julian's din Malta, unde se află mai multe facilități turistice, cum ar fi hoteluri, baruri și cluburi de noapte.